# Sokoliwśke
Sokoliwśke (ukr. Соколівське) – wieś na Ukrainie, w obwodzie kirowohradzkim, w rejonie kropywnyckim. W 2001 liczyła 2490 mieszkańców, wśród których 2258 jako ojczysty język wskazało ukraiński, 191 rosyjski, 1 mołdawski, 4 bułgarski, 3 białoruski, 17 ormiański, 9 romski, 1 grecki, a 6 inny.